# Périgban
Perigban là một tổng thuộc  tỉnh Poniở phía nam Burkina Faso. Dân số năm 2006 là 8319 người. Thủ phủ là thị xã Perigban.

## Các thị xã và làng xã
Bondomina, Diégbanao, Diondione, Dodola, Gnangbalandouo, Gorongorona, Harkora, Kaldèra, Kamao, Kuèkuèra, Langara, N'sorpèra, N'tompira, Ouadaradouo, Piersièlèla, Polkparara, Polla-Birifor, Sinkoura, Sompora, Sourounsourouna, Tankoura, Timbikora, Timintira, Tinlou, Tiopolo, Tontolombora, Vinvèlèna và Wirilona.